# 鳄雀鳝
福鱷（學名：Atractosteus spatula），又名鱷雀鱔、大雀鱔，臺灣命名為錘骨雀鱔，俗稱鱷魚火箭，是一種很原始的輻鰭魚。它的名字來自它跟鱷魚一樣的短吻和兩排匕首般鋒利的牙齒。背部呈褐色或橄欖色，腹部則較為淺色。鱗片是菱形硬鱗，美洲印第安人有時會拿來作為寶石。
福鱷是雀鱔目中體型最大的以及是北美洲最大的淡水魚之一，身長達8至10英尺（2.4至3.0）、體重至少200至350英磅（91至159）。

## 特徵

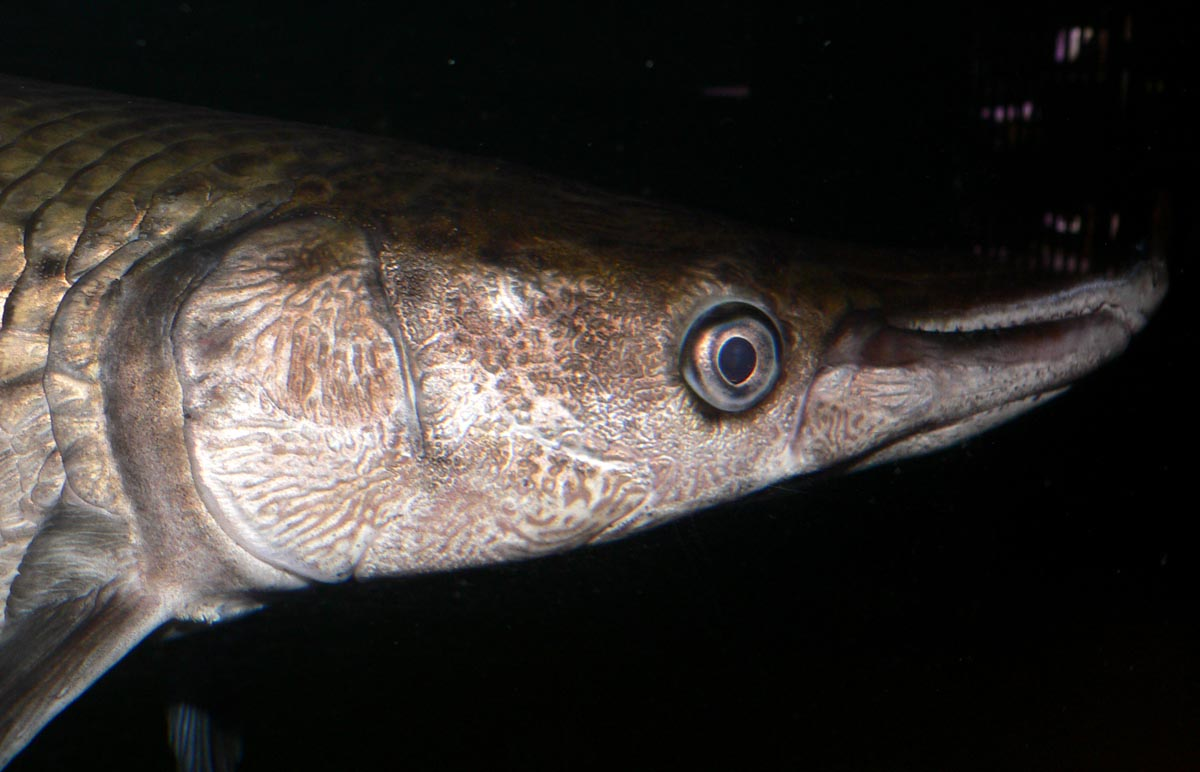
福鱷的吻。

福鱷的身體覆蓋著一層菱形釉層的硬磷（類似牙齒的琺瑯質），像是穿著鋼盔鐵甲。雌魚比雄魚略大，是现存雀鳝目中体型最大的一种。鱼身呈长筒形，密布青灰色菱形鳞片，带有暗黑色斑纹，吻部前突，上下颚密布利齿，形似鳄口，因此得名。跟牠們的大部分近親不同，福鱷能在缺氧环境中把空氣吞到鳔中呼吸，所以可以在離開水的情況下存活長達兩小時。

## 分佈及棲息地
主要分布在从墨西哥到美国弗罗里达州的墨西哥湾沿岸河流和河口水域，密苏里河和俄亥俄河下游，以至尼加拉瓜境内的两个湖泊；然而在亞洲多國已見其踪影。該物種在中華人民共和國被視為外來入侵物種；在泰國亦有發現這物種。

## 行為

### 繁殖
福鳄每年5至8月繁殖产卵，雌鱼每次产下14至20万枚卵，但只有极少数侥幸躲过天敌成功孵化，卵呈淡绿色，粘附于水草或砾石上，孵化期约6至8天，雄性6岁左右性成熟，雌性则长达11年，寿命26至50年，最高纪录75年。 

### 食性
由于什么都吃的缘故，福鳄栖息的水域内很少有其它鱼类生存，影响渔民收获，各地政府为了保护水体生态而鼓勵消滅捕猎此魚，使得許多原本許多棲息水域，此魚都已滅絕。只是这种鱼极难捕获，虽然贪吃的鳄雀鳝很容易上钩，但它的满嘴利齿能咬断钢丝做成的鱼线，而且上钩后拼命掙扎。
福鳄被指有凶残攻击人类的倾向，大部分发生在路易斯安娜州的庞恰特雷恩湖中。《新奥尔良报》曾发表文章称福鳄对人类生命的威胁大于“食人鲨”。但是事实上并没有多少证据表明这种鱼类确实对人类具有攻击性。

## 分類歷史
起先所有雀鱔目的物種都只分類在雀鱔屬中。後來，康斯坦丁·薩繆爾·拉方斯克-舒馬茨（Constantine Samuel Rafinesque-Schmaltz）於1818年替福鱷起了Atractosteus adamantinus的學名，並編入大雀鱔屬中，不過一路以來，大雀鱔屬都被認為是雀鱔屬的異名。於1976年，大雀鱔屬才正式被確認。

## 外部鏈接
- （英文）福鱷(Alligator Gar)特設技術委員會 美國漁業協會南部分會
- （英文）福鱷：捕食者或獵物 （页面存档备份，存于） –PBS 紀錄片，講述鱷魚的生物學和生命史週期